# یورگن سوبرود
یورگن سوبرود (: Jørgen Stubberud; ۱۷ آوریل ۱۸۸۳ – ۱۲ فوریهٔ ۱۹۸۰) گردشگر، و مأمور اهل نروژ بود.